# Hemsjön (Undenäs socken, Västergötland)
Hemsjön är en sjö i Karlsborgs kommun och Laxå kommun i Västergötland och ingår i Motala ströms huvudavrinningsområde. Sjön har en area på 0,218 kvadratkilometer och ligger 141,1 m ö.h.

## Delavrinningsområde
Hemsjön ingår i det delavrinningsområde (651059-142636) som SMHI kallar för Mynnar i Unden. Avrinningsområdets medelhöjd är 162 m ö.h. och ytan är 16,16 kvadratkilometer. Det finns ett delavrinningsområde uppströms, och räknas det in blir den ackumulerade arean 33,81 kvadratkilometer. Vattendraget som avvattnar avrinningsområdet har biflödesordning 3, vilket innebär att vattnet flödar genom totalt 3 vattendrag innan det når havet efter 197 kilometer. Delavrinningsområdet består mestadels av skog (77 procent). Avrinningsområdet har 0,98 kvadratkilometer vattenytor vilket ger avrinningsområdet en sjöprocent på 6,2 procent.